# マヌエル・バデネス
マヌエル・バデネス・カルドゥチ（Manuel Badenes Calduch 、1928年11月30日 - 2007年11月26日）は、スペイン・カステリョン出身の元サッカー選手。ポジションはフォワード。
1957-58シーズン、当時スペインのサッカークラブ、レアル・バリャドリードに在籍していたバネデスは、リーグ戦のみで19ゴールを挙げ、見事そのシーズンのラ・リーガ得点王に輝いた。

## クラブ経歴
1946-47シーズン、18歳になったバデネスは、プリメーラ・ディビシオンに在籍していたCDカステリョンでプロデビューを果たした。プロ1年目となったこのシーズンは、リーグ戦11試合に出場して4ゴールを挙げるも、シーズン終了後にカステリョンは2部降格が決まった。
1947年、FCバルセロナに移籍した。1シーズン目はリーグ戦に13試合出場して6ゴールを記録し、まずまずの結果を残した。また、バルセロナはこのシーズンのリーグ優勝を決めた。翌シーズン、バルセロナはカップトレブルを達成したが、バデネスの出場機会は皆無だった。
1950年、レアル・サラゴサへのレンタル移籍を経てバレンシアCFに加入した。バレンシアのレジェンド、エドムンド・スアレスの代役である。バレンシアには合計6シーズン在籍したが、そのうちの1953-54シーズンを除く全てのシーズンでリーグ戦2桁ゴールを叩き出した。1954-55シーズンにはキャリアハイとなる22ゴールを挙げたが、得点王の座はセビージャFCで29ゴールを記録したフアン・アルサに奪われた。また、このシーズン中にスペイン代表から初招集を受けた。
1956年、バレンシアを退団してレアル・バリャドリードに移籍した。ここでもストライカーとして2シーズン合計27ゴールを挙げる。2シーズン目には19ゴールで、キャリア初となるラ・リーガ得点王を29歳にして獲得した。また、このシーズンの得点王はバデネスを含め3選手おり、残る2人はレアル・マドリードのアルフレッド・ディ・ステファノとバレンシアCFのリカルド・アロスである。
2シーズンでバリャドリードを去ったバデネスは、1958年にスポルティング・デ・ヒホン、1960年にはCDカステリョンへと移籍し、後者のカステリョンで現役を引退した。
2007年11月26日、生まれ故郷であるカステリョンにて永眠。享年78歳。

## タイトル

### クラブ
FCバルセロナ
- ラ・リーガ : 2回 (1947-48, 1948-49)
- ラテン・カップ : 1回 (1948-49)
- コパ・エバ・ドゥアルテ : 1回 (1948-49)

バレンシアCF
- コパ・デル・レイ : 1回 (1953-54)

### 個人
- ピチーチ賞 : 1回 (1957-58)